# José Luis Ábalos
José Luis Ábalos Meco (Torrente, Valencia, 9 de diciembre de 1959) es un político español, diputado en las Cortes Generales por Valencia desde 2019 y entre 2009 y 2018. Entre 2018 y 2021 fue ministro de Fomento del Gobierno de España. 
Con anterioridad, ha sido ministro de Fomento entre 2018 y 2021 (desde 2020 la cartera se denominó Transportes, Movilidad y Agenda Urbana) en los gobiernos de Pedro Sánchez y diputado en el Congreso de los Diputados durante las ix, x, xi, xii, xiii y xiv legislaturas. Se afilió al Partido Socialista Obrero Español (PSOE) en el año 1981, del que fue secretario de Organización entre junio de 2017 y julio de 2021.
Tras la detención de su exasesor, Koldo García, acusado de presunto cobro de comisiones ilegales en la compra de mascarillas, la ejecutiva federal del Partido Socialista solicitó su dimisión como diputado en las Cortes Generales a finales de febrero de 2024. Tras la negativa de Ábalos a renunciar al escaño, se íntegró en el grupo mixto y finalmente fue expulsado del partido 16 meses después de empezar a ser investigado.

## Biografía

### Primeros años
Nacido el 9 de diciembre de 1959 en Torrente (provincia de Valencia), es hijo del torero Heliodoro Ábalos, alias «Carbonerito». Su familia es procedente de Carboneras de Guadazaón (provincia de Cuenca). Empleado en una tienda de recuerdos en el instituto, durante el Curso de Orientación Universitaria (COU) trabajó en una gestoría. También ayudó en el negocio familiar de muñecas artesanales. Militante en las Juventudes Comunistas desde 1976, en 1978 ingresó en el Partido Comunista de España (PCE); en 1981 lo hizo en el Partido Socialista Obrero Español (PSOE). Diplomado en Magisterio por la Universidad de Valencia, es maestro de enseñanza primaria en excedencia, e impartió como docente por tres meses en un colegio de Cuart de Poblet.

### Concejal y diputado
Ábalos empezó su carrera política como jefe de gabinete del delegado del gobierno en la Comunidad Valenciana, en 1983. Posteriormente fue jefe de gabinete del conseller valenciano de trabajo y secretario general de la agrupación socialista de València Nord. Más tarde, en 1995 se convirtió en secretario general de la Agrupación Socialista de Valencia, tras imponerse en un congreso comarcal al historiador Javier Paniagua. Fue elegido 4 años más tarde, en 1999, como concejal del Ayuntamiento de Valencia, donde permanecería hasta 2009. Durante este período en la política local, también fue diputado provincial y portavoz del grupo municipal socialista en el consistorio. En el congreso del PSPV-PSOE de 2000 se presentó a la secretaría general del partido en la Comunidad Valenciana, pero fue derrotado por Joan Ignasi Pla. No obstante, consiguió el cargo de vicesecretario general del PSPV-PSOE, que ejerció durante algunos años. En 2009 se convirtió diputado en el Congreso por la circunscripción de Valencia, ocupando el escaño vacante por la renuncia de Inmaculada Rodríguez-Piñero, Ocasionalmente ha colaborado como columnista en el diario ABC. Ejerció de secretario general del PSPV en Valencia entre 2012 y 2017.
Fue elegido como portavoz del grupo socialista en el Congreso de los Diputados de manera interina desde el 24 de mayo de 2017 —después de las primarias de su partido y la dimisión de Antonio Hernando— hasta el 19 de junio de 2017, tras la finalización del congreso federal en el que le sustituyó Margarita Robles, pasando a ser secretario de organización del PSOE.

### Ministro del Gobierno

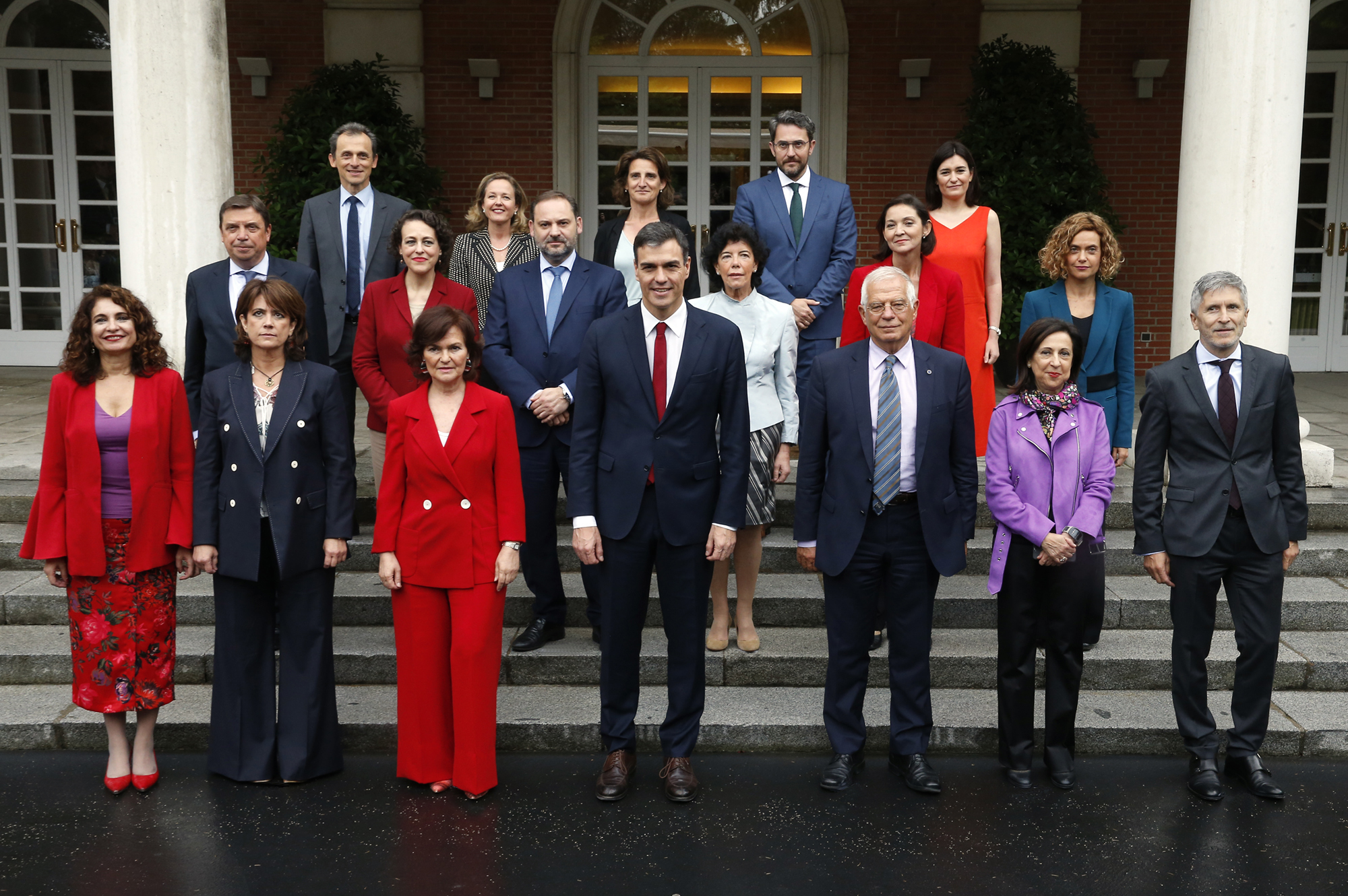
Fotografía de los integrantes del nuevo gobierno de Pedro Sánchez (2018), entre los que se encuentra José Luis Ábalos como ministro de Fomento.

Ábalos fue elegido en junio de 2018 por el presidente del Gobierno, Pedro Sánchez, para formar parte del nuevo Gobierno que este formó tras la moción de censura que el PSOE presentó contra el segundo Gobierno de Mariano Rajoy y que fue aprobada por el Congreso de los Diputados.
Con la formación del segundo Gobierno de Pedro Sánchez, este confirmó a Ábalos en la cartera de Fomento, ahora renombrada Ministerio de Transportes, Movilidad y Agenda Urbana, tomando posesión del cargo junto al resto de ministros el 13 de enero de 2020. Manteniendo las mismas competencias que el Ministerio de Fomento, la redenominación del departamento obedeció a la voluntad de resaltar hacia dónde irían los esfuerzos centrales de este.
El mandato de Ábalos estuvo marcado por importantes cambios en el ámbito ferroviario. Por un lado, se reformó el Reglamento de Circulación Ferroviaria para establecer la obligatoriedad, en las líneas de ancho ibérico, estándar europeo y ancho métrico, de utilizar el sistema ASFA digital, abandonando el sistema ASFA analógico. Esta obligación entró en vigor el 1 de enero de 2019 para las dos primeras y el 1 de enero de 2022 para la segunda. Por otro lado, y probablemente el más relevante, se culminó el proceso de liberalización del transporte ferroviario en España, objetivo planeado desde los años 1990. Así, en mayo de 2021 la empresa francesa Ouigo entró en el mercado español para competir con la empresa pública Renfe Operadora. Todo esto derivó en la creación de la Dirección General de Planificación y Evaluación de la Red Ferroviaria para hacer frente de manera eficaz a los nuevos retos del sistema ferroviario.
Por último, durante este periodo se iniciaron los trabajos para crear una nueva autoridad administrativa independiente para la investigación de accidentes.
En 2020 se dio a conocer un encuentro de Ábalos, durante la madrugada del 19 de enero, con una delegación venezolana en el aeropuerto de Barajas en el que, además de con el ministro de Turismo venezolano Félix Plasencia —asistente a Fitur— coincidió con la vicepresidenta de dicho país, Delcy Rodríguez, quien tenía prohibición de entrada al espacio Schengen. Tras negarlo inicialmente, Ábalos admitió haber mantenido una conversación con Rodríguez, añadiendo que solicitó a esta que procurara no bajar del avión. Posteriormente, se hizo público que, ese mismo día, se produjo una segunda reunión de 20 minutos, en una sala VIP de la compañía Sky Vallet en el aeropuerto. A pesar de que el asunto acabó en los tribunales, tanto el Tribunal Supremo como la Audiencia Provincial de Madrid archivaron el asunto entre 2020 y 2021, al no encontrar indicios de delito.
El 10 de julio de 2021 se anunció su salida del equipo de Gobierno de Pedro Sánchez, siendo sustituido por Raquel Sánchez Jiménez.
Tras abandonar el Gobierno de la Nación, Ábalos se centró en su labor como parlamentario, siendo elegido presidente de la Comisión de Interior del Congreso de los Diputados el 30 de septiembre de 2021. Tras ser reelegido diputado por Valencia en las elecciones generales de 2023, fue confirmado como presidente de la mencionada Comisión para la XV legislatura.

### Operación Delorme
El 20 de febrero de 2024 un exasistente personal y chófer de Ábalos, Koldo García Izaguirre, y su mujer fueron detenidos por agentes de la Unidad Central Operativa de la Guardia Civil acusados de presunto cobro de comisiones ilegales en la compra de mascarillas.
Tras numerosas llamadas a dimitir de sus cargos, tanto desde dentro del Partido Socialista como desde fuera, el 26 de febrero Ábalos renunció a su cargo como presidente de la Comisión de Interior del Congreso de los Diputados, pero rechazó dimitir como diputado, integrándose en el Grupo Mixto con el objetivo de «defender su honor».
El 27 de febrero de 2024, el PSOE, a través de una resolución firmada por Santos Cerdán, suspendió a José Luis Ábalos como militante del Partido Socialista ante su negativa a entregar el acta de diputado y pasarse al Grupo Mixto. A comienzos de marzo, Ábalos recurrió ante el PSOE su suspensión cautelar de militancia, al haberse negado a entregar el acta de diputado, ya que no estaba imputado.
El juez instructor acudió al Congreso de Los Diputados a mediados de octubre de 2024 para confirmar que es diputado y está aforado. El 23 de octubre la Audiencia Nacional pide al Tribunal Supremo investigar a Ábalos por su "papel principal" en el caso Koldo.
Los magistrados del Tribunal Supremo abrieron causa contra Abalos —el 7 de noviembre de 2024—, al ver indicios de cohecho, malversación, tráfico de influencias y organización criminal.
Leopoldo Puente, magistrado del Tribunal Supremo , que instruye la causa del caso Koldo por la supuesta adjudicación irregular de contratos de mascarillas y material sanitario durante la pandemia, impuso el 20 de febrero de 2025 diversas medidas cautelares a José Luis Ábalos, entre otras: retirada del pasaporte, prohibición de abandonar España, y obligación de comparecer cada quince días en el juzgado, mientras continúe en calidad de investigado.
El 13 de marzo de 2025, el Tribunal Supremo amplió la investigación abierta a José Luis Ábalos, a su expareja Jessica Rodríguez. La investigación se centra en la contratación de Jessica por parte de las empresas públicas Ineco (dependiente del ministerio de Transportes) y Tragsatec (dependiente del ministerio de Agricultura), en el periodo 2019-2021. Jessica cobró el salario minimo interprofesional, a pesar de que ella nunca fue a trabajar a las citadas empresas, como ella misma afirmó en calidad de testigo.
Los agentes de la UCO han atribuido a José Luis Ábalos dos inmuebles en Perú, vinculados a la Fundación Internacional de Apoyo al Desarrollo Local y Social (Fiadelso). Ábalos adquirió junto al empresario Manuel Valls (fallecido en 2022) el local donde se constituyó dicha Fundación en Valencia en 2003. Ambos habían adquirido dos propiedades en Perú en 1998.

## Cargos desempeñados
- Secretario general de la Agrupación Socialista de Valencia (1995-2000)
- Presidente del Comité Nacional del PSPV-PSOE (1997-1999)
- Concejal del Ayuntamiento de Valencia (1999-2009)
- Vicesecretario general del PSPV-PSOE (2000-2004)
- Miembro de la Diputación Provincial de Valencia (2003-2007)
- Diputado por Valencia en el Congreso de los Diputados (2009-2018; 2019-)
- Secretario general del PSPV-PSOE en la provincia de Valencia (2012-2017)
- Secretario de Organización del PSOE (2017-2021)
- Ministro de Fomento (2018-2020) / Ministro de Transportes, Movilidad y Agenda Urbana (2020-2021)
- Presidente de la Comisión de Interior del Congreso de los Diputados (2021-2024)

## Historial electoral
| Elecciones                                                            | Candidatura | Circunscripción | N.º en la lista | Resultado | Ref.            |
| --------------------------------------------------------------------- | ----------- | --------------- | --------------- | --------- | --------------- |
| Elecciones municipales de 1999 en Valencia                            | PSOE        | -               | 2.º (de 33)     | Electo    | [ 46 ]          |
| Elecciones municipales de 2003 en Valencia                            | PSOE        | -               | 2.º (de 33)     | Electo    | [ 47 ]          |
| Elecciones municipales de 2007 en Valencia                            | PSOE        | -               | 4.º (de 33)     | Electo    | [ 48 ]          |
| Elecciones generales de 2008 (Congreso de los Diputados)              | PSOE        | Valencia        | 8.º (de 16)     | No electo | [ 49 ] [ n. 1 ] |
| Elecciones generales de 2011 (Congreso de los Diputados)              | PSOE        | Valencia        | 3.º (de 16)     | Electo    | [ 50 ]          |
| Elecciones generales de 2015 (Congreso de los Diputados)              | PSOE        | Valencia        | 2.º (de 15)     | Electo    | [ 51 ]          |
| Elecciones generales de 2016 (Congreso de los Diputados)              | PSOE        | Valencia        | 2.º (de 16)     | Electo    | [ 52 ]          |
| Elecciones generales de abril de 2019 (Congreso de los Diputados)     | PSOE        | Valencia        | 1.º (de 15)     | Electo    | [ 53 ]          |
| Elecciones generales de noviembre de 2019 (Congreso de los Diputados) | PSOE        | Valencia        | 1.º (de 15)     | Electo    | [ 54 ]          |
| Elecciones generales de julio de 2023 (Congreso de los Diputados)     | PSOE        | Valencia        | 2.º (de 16)     | Electo    | [ 55 ]          |
| 1.                                                                    |             |                 |                 |           |                 |

## Distinciones y condecoraciones
- Gran Cruz de la Real Orden de Carlos III (2021)[56]